# На граници (ТВ серија)
На граници (хрв. Na granici) је хрватска теленовела која је емитована од 2018. до 2019. године на телевизији Нова.
У Србији је серија са премијерним емитовањем кренула 1. јануара 2019. године на телевизији Прва. Емитовање је прекинуто 22. фебруара 2019, након 47. епизоде. Остале епизоде су са емитовањем кренуле 10. јуна 2019. године.

## Радња
У средишту серије На граници је млада, тек дипломирана економисткиња Петра која се враћа из Загреба у своје родно село како би од баке Зорке наследила илегални бизнис шверцовања добара из Босне и Херцеговине у Хрватску. Како од тог бизниса живи скоро цело село и како је у посао укључено неколико породица, Петра заправо постаје шефица правог малог картела. Самим тим, Петра постаје и најпожељнија удавача у месту. Све породице укључене у бизнис, виде прилику да женидбом једног од својих синова Петром загосподаре уносним послом па синови, хтели не хтели, постају Петрини удварачи. Тако ће Петра, уз све проблеме које има са вођењем тог необичног бизниса и то у патријархалној средини, на врату имати и гомилу „колега”, својих „подређених”, а у ствари пријатеља из детињства, који је желе оженити и који, уз здушну подршку својих очева, не бирају средства да саботирају конкуренте. Проблем постаје још већи када Петра, од свих тих силних потенцијалних момака, баци око на забрањено воће – новог граничног полицајца Марка који у село долази са задатком да стане на крај шверцу.
Хоће ли Петра због љубави довести у питање бизнис од којег јој живи породица и скоро цело село? Хоће ли можда Марко због љубави жртвовати своју каријеру полицајца и „прећи на тамну страну”? Да ли ће удварачи успети затомити своје антагонизме како би из приче макли заједничког непријатеља – Марка, који не само да ће им „отети” Петру него и егзистенције њихових породица довести у питање и тако их натерати да напусте село и крену у непознато? Уз све ове проблеме и отворена питања над село и бизнис ускоро ће се надвити и пуно већи проблем...

## Улоге
| Глумац                 | Улога            |
| ---------------------- | ---------------- |
| Надиа Цвитановић       | Петра Масле      |
| Момчило Оташевић       | Крешо Бутиган    |
| Нина Ерак Свртан       | Зорка Скоруповић |
| Филип Јуричић          | Марко Ласић      |
| Милан Штрљић           | Андрија Масле    |
| Барбара Вицковић       | Мира Масле       |
| Мартина Стјепановић    | Лидија Масле     |
| Луциа Главич Мандарић  | Ивана Масле      |
| Младен Вулић           | Мате Бутиган     |
| Петра Краљев           | Мирела Бутиган   |
| Жарко Радић            | Мијо Штиглић     |
| Барбара Нола           | Гордана Штиглић  |
| Асим Угљен             | Анте Штиглић     |
| Златан Зухрић          | Бранко Тадић     |
| Тијана Печенчић        | Алма Сучић       |
| Нермин Омић            | Недиљко Пенава   |
| Елвира Аљукић          | Анђелка Пенава   |
| Дино Рогић             | Јуре Пенава      |
| Марко Браић            | Лука Пенава      |
| Синиша Ружић           | Томо Бобан       |
| Мирко Илибашић         | Дадо             |
| Петар Пушкарић         | Карло            |
| Жарко Савић            | Љубо             |
| Фабијан Павао Медвешек | Божо Доброславић |
| Давор Сведружић        | Мишко            |
| Кармен Сунчана Ловрић  | Габријела Бобан  |
| Мило Кево              | полицајац Зденко |
| Јадранка Елезовић      | Стана            |
| Енес Вејзовић          | Борис            |

## Сезоне
| Сезона | Сезона | Број епизода   | Приказивање у Хрватској                           | Приказивање у Србији                                                                    |
| ------ | ------ | -------------- | ------------------------------------------------- | --------------------------------------------------------------------------------------- |
|        | 1      | 169 (1 - 169)  | 9. септембар 2018 — 10. јун 2019. (Нова ТВ)       | 1. јануар 2019 — 22. фебруар 2019. (Прва ТВ) 10. јун 2019 — 1. новембар 2019. (Прва ТВ) |
|        | 2      | 67 (170 - 236) | 10. септембар 2019 — 18. децембар 2019. (Нова ТВ) | 4. новембар 2019 — 24. јануар 2020. (Прва ТВ)                                           |